# 盧卡斯·烏登博格
盧卡斯·烏登博格（荷蘭語：Lucas Woudenberg；1994年4月25日—）是一位荷蘭足球運動員。在場上的位置是左後衛。他現在效力於荷蘭足球甲級聯賽球隊海倫芬。他也代表荷蘭各級國家青年足球隊參賽。